# Rosa pinetorum
Rosa pinetorum — вид рослин з родини розових (Rosaceae); ендемік Каліфорнії.

## Опис
Напівчагарник, утворює відкриті колонії. Стебла прямовисні, 1–8(15) дм, відкрито гіллясті. Кора темно-червонувато-коричнева, гола. Підприлисткові колючки поодинокі або парні, прямовисні, шилоподібні, 3–10 × 0.5–1.5 мм; міжвузлові колючки щільні, дрібніші, іноді змішані зі шпильками. Листки (2)3.5–7(8.5) см. Прилистки 5–10(30) × 2–5 мм. Ніжки й ребра, як правило, з колючками, голі або дрібно-волохаті, залозисті. Листочків 5(7); ніжки 5–12 мм; пластинки ± еліптичні, 12–25(32) × 6–15(20) мм, основа округла, поля зубчасті, верхівка від тупої до округлої, низ ± блідо-зелений, голий або мало-запушений, залозистий, верх зелений, тьмяний, голий. Суцвіття — 1–5(+)-квітковий щиток. Квітконіжки прямовисні, переважно стрункі, 2–20(35) мм, голі або мало-волосаті, іноді залозисті. Приквітків 1–3, ланцетні або яйцювато-ланцетні, 6–25 × 2–7 мм, краї цілі або виїмчасті, коротко-залозисті, поверхні голі або мало-запушені, залозисті. Квітки діаметром 2–4 см. Чашолистки яйцювато-ланцетні, 7–12 × 3 мм, кінчик 2–8 × 0.5–2 мм, краї цілі або злегка зубчасті. Пелюстки поодинокі, насичено-рожеві, 10–20 × 10–20 мм. Плоди шипшини яскраво-червоні, від майже кулястих до яйцюватих, 10 × 10–12 мм, м'ясисті, голі, не залозисті, шийка 1 × 4–5 мм; чашолистики стійкі, випростані. Сім'янок 1–10, блідо-жовтувато-коричневі, 3–4 × 2.5–3 мм. 2n = 14.
Період цвітіння: травень — червень.

## Поширення
Ендемік Каліфорнії.
Населяє сезонно вологі ділянки, відкриті ділянки в соснових лісах; на висотах 0–200 м.